# A Canção da Primavera
A Canção da Primavera (en español: La Canción de la Primavera) es una película brasileña muda dirigida por Igino Bonfioli y Cyprien Segur. Fue estrenada en 24 de julio de 1923, en Río de Janeiro.

## Sinopsis
La historia ocurre durante el siglo XIX, en Minas Gerais, y cuenta la vida del hacendado Luiz Roldão (Ari de Castro Viana) que arregla la boda de su hijo Jorge (Odilardo Costa) con Rosita (Lucinda Barreto), a fin de unirse económicamente con la familia de Bento, pero todo sale errado cuando Jorge se enamora por Lina (Iracema Aleixo).

## Reparto
- Ari de Castro Viana - Luiz Roldão
- Odilardo Costa - Jorge
- Lucinda Barreto - Rosita
- Iracema Aleixo -  Lina
- Naná Andrade -  Lili
- Osiris Colombo - Padre Belisário
- Clementino Dotti - Dr. Carlos
- Alberto Gomes - Juca Barbeiro
- Nina Gomes - Salustiana